# ALYac
ALYac（アルヤック）とは、ESTsoft（後にEST security）が提供する低価格帯の総合セキュリティソフトである。
また、本稿ではALYacと関連の深いRoboscanについても触れる。

## 概要
有料版（体験版は30日無料）として「ALYac Internet Security Pro」（アルヤックインターネットセキュリティー プロ）、Android用の「ALYac Android」（アルヤック アンドロイド）、Android Tablet用の「ALYac Android Tablet」（アルヤック アンドロイドタブレット）などが提供されている。少なくとも日本市場に進出した当時において、韓国市場では50%以上のシェアを占めており、全国では1700万人以上が利用している。
2012年時点で同時期の他の一般的なセキュリティソフトと比べて消費リソースが少な目で軽快とされており、最低動作要件はCPU 500MHz・メモリ512MB程度（推奨はPentium 4/2GHzとメモリ1GB）と、比較的低スペックなPCでも動作する。それを象徴するかのように、延長サポートの終了しているWindows 2000やXP、Vista、7への対応も続けられている（2020年10月現在）。一方で64ビットOSにも対応している。なおWindows Serverには対応していない。
無料で利用できる「ALYac Internet Security Free」（アルヤックインターネットセキュリティー フリー）もあったが、2014年8月31日をもってサービス終了。これに伴い有料版のライセンスポリシーも見直され、有料ライセンス1つにつき最大3台のPCまで登録できるようになった。

## Roboscan
Roboscanは、ALYacをエンジンに用いたというセキュリティソフトで、アメリカのサンフランシスコにオフィスを置くRoboscan Inc.によって運用されていた。ソフトの内容的にも、公式ページの構成も、英語版ALYacとほぼ同一である。Roboscanのサイトでは韓国語版、日本語版および英語版の各ALYacへのグローバルリンクがあり、同じ英語版のALYacについてはアジア向けと位置付けられている。すなわちRoboscanのアジア版がALYacであるかのようなページ構成になってはいたが、ALYac側のページにはRoboscan側へのグローバルリンクがあったわけではなかった。なおALYacが2014年8月末でFree版の対応を終了した後も、Roboscanでは無料のFree版が2017年2月末頃まで継続された。
2017年5月現在はRoboscan Incの公式サイトがEST security（イストセキュリティ）に転送されるようになっており、Roboscan Internet Securityも日本国外のフリーソフトのサイトを通じてダウンロードできる程度となっている。SoftpediaではDeveloperとして ESTsoft Corp. と記載されているなど、Roboscanは事実上EST softのALYac（英語版）同等品と見なされている。